# Dimorphanthera inopinata
Dimorphanthera inopinata är en ljungväxtart som beskrevs av P.F.Stevens. Dimorphanthera inopinata ingår i släktet Dimorphanthera och familjen ljungväxter. Inga underarter finns listade i Catalogue of Life.